# Les Compagnons de la chanson
Les Compagnons de la chanson was een Franse zanggroep, opgericht in Lyon (Vichy-Frankrijk), in 1941, tijdens de Tweede Wereldoorlog. De groep bleef meer dan veertig jaar bestaan en gaf zijn laatste concert op 14 februari 1985.

## Samenstelling
De groep bestond tot 1969 uit negen zangers: drie tenoren, drie baritons en drie bassen, die close harmony zongen. Lange tijd was de samenstelling:
- Guy Bourguignon (1920-1969), bas;
- Jean Broussolle (1920-1984), bariton;
- Jean-Pierre Calvet (1925-1989), tenor;
- Jo Frachon (1919-1992), bas;
- Jean-Louis Jaubert (1920-2013), bas;
- Hubert Lancelot (1923-1995), bariton;
- Fred Mella (1924-2019), tenor;
- René Mella (1926-2019), tenor;
- Gérard Sabbat (1926-2013), bariton.

Na het overlijden van Guy Bourguignon in 1969 werd zijn plaats niet meer opgevuld en gingen de Compagnons met acht man verder.
Jean Broussolle verliet de groep in 1972. Zijn opvolger werd Michel Cassez (1931), die optrad onder de artiestennaam Gaston.
Anderen die korte tijd deel uitmaakten van de groep, waren Paul Buissonneau (1926-2014), Marc Herrand (1925-2023) en Jean Albert (1920-2003).
De muzikale leiding berustte achtereenvolgens bij Marc Herrand, Jean Broussolle en Michel Cassez.

## Carrière
In 1941 stichtte Louis Liébard een jongerenkoor onder de naam Les Compagnons de la Musique. In de lente van 1942 begonnen acht mannelijke leden van het koor gezamenlijk op te treden. Ze maakten hun eerste opnamen van volksliedjes, waaronder Perrine était servante. In februari 1946 besloten ze zonder het koor verder te gaan onder de naam Les Compagnons de la chanson. Toen Paul Buissonneau erbij kwam, waren ze met zijn negenen.
In 1944 hadden ze tijdens een optreden in Parijs Édith Piaf leren kennen. In 1946 zetten ze samen met haar het liedje Les trois cloches op de plaat, dat een groot succes werd. De  volgende jaren werkten ze intensief met Piaf samen. Ze traden vaak met Piaf op, toerden met haar door de Verenigde Staten en Canada en maakten nog meer opnamen met haar (zoals Dans les prisons de Nantes en Céline).
Na 1950 werd de band met Piaf losser. In de volgende vijfendertig jaar maakten ze een groot aantal platen, die doorgaans goed verkochten, en toerden ze intensief. Zo bezochten ze het Verenigd Koninkrijk, Italië, de Sovjet-Unie, Brazilië, het Midden-Oosten, Japan en opnieuw de Verenigde Staten. Ook in Nederland traden ze op, bijvoorbeeld tijdens het Grand Gala du Disque van september 1962.
In 1954 maakten ze onder auspiciën van Radio Luxemburg een tournee van meer dan een half jaar. In 1959 volgden ze de Tour de France. In elke etappeplaats verzorgden ze een optreden. In 1962 traden ze vijf maanden achtereen op in het theater Bobino in Parijs.
De groep kwam regelmatig voor de televisie, en niet alleen in Frankrijk. Met Édith Piaf maakten ze in 1948 een film, Neuf garçons, un cœur. In 1957 werkten ze mee aan een operette, Minnie Moustache, gedeeltelijk geschreven door Compagnons-lid Jean Broussolle. 
In december 1980 werd bekendgemaakt dat de groep ging stoppen. De afscheidstournee duurde bijna vijf jaar. Op 14 februari 1985 hielden de Compagnons hun allerlaatste concert in het pavillon Baltard in Nogent-sur-Marne.
Fred Mella ging verder met een solocarrière. Michel Cassez begon een jazzband.

## Repertoire
De liedjes die de Compagnons zongen, moesten altijd gearrangeerd worden voor de speciale bezetting van de groep. Dat deden achtereenvolgens Marc Herrand, Jean Broussolle en Michel Cassez.
De groep nam veel liedjes op van bekende collega-artiesten als Charles Aznavour, Gilbert Bécaud, Georges Brassens en Henri Salvador, naast zelfgeschreven liedjes.
De groep zette ook vertalingen van buitenlandse liedjes op de plaat. Daaronder zijn het Russische volksliedje Kalinka, Tom Dooley van The Kingston Trio en Le sous-marin vert, een vertaling van Yellow submarine. Af en toe zongen de Compagnons ook in andere talen. Les trois cloches namen ze bijvoorbeeld ook op in het Engels als The Three Bells.

## Bekende nummers
- Allez savoir pourquoi
- Alors raconte
- Au temps de Pierrot et Colombine
- Ce bonheur-là
- Céline (met Édith Piaf)
- Ce n'est pas un adieu
- Cheveux fous et lèvres roses
- Comment va la vie
- Dans les prisons de Nantes (met Édith Piaf)
- Doux c'est doux
- Gondolier
- Je reviens chez nous
- Kalinka
- La Chanson de Lara
- La chorale
- La Costa Brava

- La grande dame
- La gymnastique
- La licorne
- La longue marche
- La mama
- La Marie
- La mouche
- La petite Julie
- Le bleu de l'été
- Le chant de Mallory
- Le galérien
- Le marchand de bonheur
- L'enfant de bohème
- Le prisonnier de la tour
- Les aventuriers
- Les cavaliers du ciel

- Les comédiens
- Les couleurs du temps
- Le sous-marin vert
- Les trois cloches (met Édith Piaf)
- Le temps des étudiants
- Mon espagnole
- Parle plus bas
- Perrine était servante
- Roméo
- Si tous les gars du monde
- Si tu vas à Rio
- Tom Dooley
- Un Mexicain[2]
- Verte campagne
- Y aura toujours